# 若宮春奈
若宮 春奈（わかみや はるな、3月16日 - ）は、日本の女性声優。東京都出身。アールグルッペ所属。

## 出演作品

### 吹き替え
- 剣士ペク・ドンス（チャン・ミソ役 レギュラー）
- キスは背伸びして
- チャーリー・シーンのハーパー★ボーイズ
- アナコンダ3
- Center Stege
- DEATH RACE
- DEXTER
- 天国の階段
- トワイライトゾーン
- 心の旅路
- ハドソン川の奇跡（ドリーン・ウェルシュ）※ザ・シネマ版

### ボイスオーバー
- Where did it come from
- ディスカバリーチャンネル
- 毒の効き方
- X-BOX 開発の舞台裏

### 舞台
- 「JAZZ SINGER2」